# Daniël Lievois
Daniel Lievois (Gent, 20 januari 1940 – Treasure Island, Florida (Verenigde Staten), 28 december 2014) was een Gentse historicus. In 2002 kreeg hij de Cultuurprijs van de stad Gent, die dat jaar voorbehouden was voor historisch onderzoek.
Lievois studeerde in 1963 af als licentiaat Moderne Geschiedenis (faculteit Letteren en Wijsbegeerte). Hij schreef zijn licentiaatsverhandeling over de economische geschiedenis van het kapittel van Dendermonde.
Als kleine jongen vertoonde Lievois een sterke verbondenheid met de stad Gent. Zijn interesse in Gent werd gevoed door de bezoeken die hij als kleine jongen met zijn grootvader bracht en door de "Gedenkbladen uit het leven onzer voorouders" van Alfons Van Werveke die hij erfde van zijn grootvader. Van Werveke schreef over het dagelijkse leven in het vroegere Gent.
Vanaf 1983 koos hij ervoor om van Gent het exclusieve werkterrein van zijn historisch onderzoek te maken. Hij stelde zijn kennis vrijwillig ter beschikking van het Stadsarchief, de Dienst Stadsarcheologie en de Gentse Vereniging voor Stadsarcheologie. Hij werkte ook mee aan de ontsluiting van de Gentse archiefcollecties, historisch onderzoek en de begeleiding van studenten en binnen- en buitenlandse vorsers.
Zo werkte hij o.a. samen met eminente onderzoekers zoals Rob Wegman (docent aan de universiteit van Princeton), Barbara Haggh (docente aan de School of Music van de universiteit van Baltimore) en Mary Wolinski (docente musicologie aan de universiteit van South Dakota) rond het muziekleven in Gent in de middeleeuwen.
Lievois werkte ook mee aan het Gentse huizenonderzoek, een onderzoeksmethode waarin het archivalische en het materiële onderzoek verweven worden.
Ook in het project Prinsenhof en het project Sint-Kruis-Winkel speelde Lievois' onderzoek een cruciale rol. Zijn archiefonderzoek over het Hof ten Walle, het latere Prinsenhof, leverde nieuwe informatie op over de residentie van de Bourgondische hertogen: de exacte locatie, maar ook gegevens over de relatie tussen de leden van de Bourgondische dynastie en de stad Gent. Dit onderzoek leverde ook heel wat nieuwe informatie op over bouwkundige details, de historische binnenhuisinrichting en de dierentuin in het Prinsenhof.
Als historicus was Daniel tevens een schitterend leraar die zich niet liet hinderen door eindtermen. Hij bracht geschiedenis in een onwaarschijnlijke vertelstijl met de klemtoon op verbanden en was tevens ook een vaderfiguur voor die leerlingen die ook wat mentale steun nodig hadden. 